# (771) Libera
(771) Libera – planetoida z pasa głównego asteroid okrążająca Słońce w ciągu 4 lat i 119 dni w średniej odległości 2,65 au. Została odkryta 21 listopada 1913 roku w Wiedniu przez Josepha Rhedena. Nazwa pochodzi od nazwiska Pietro Libery – przyjaciela odkrywcy i właściciela prywatnego obserwatorium (nazwę nadała żona odkrywcy). Przed nadaniem nazwy planetoida nosiła oznaczenie tymczasowe (771) 1913 TO.